# Estádio Pampeloponnisiako
O Estádio Pampeloponnisiako (em grego:  Παμπελοποννησιακό Στάδιο) é um estádio localizado em Patras, na Grécia. O estádio foi inaugurado originalmente em 1981 com o nome de "Estádio Nacional de Patras" (em grego: Εθνικό Στάδιο Πατρών). No ano de 2002 começaram os trabalhos de reconstrução e ele foi reinaugurado em 8 de agosto de 2004, a tempo para acolher partidas de futebol das Olimpíadas de 2004. O estádio tem capacidade para 23.588 espectadores, mas apenas 18.900 lugares estavam à disposição do público para os Jogos Olímpicos de Atenas.